# Lloque Yupanqui
Lloque Yupanqui (kečua. Lluq'i Yupanki) (Inticancha, ? - Inticancha, o. 1288.), treći vladar Kraljevstva Cusco (o. 1258. - o. 1288.) iz dinastije Cuzcohurina. Nasljedio je vlast od svoga oca Sinchija Roce, iako je bio mlađi sin koji je zaobiđen u sustavu nasljeđivanja prijestolja. Majka mu je bila Mama Huaco.
Naslijedio ga je sin Mayta Cápac.
| prethodnik Sinchi Roca | Kralj Inka carstva o. 1258. - o. 1288. | nasljednik Mayta Cápac |